# John M. Spratt Jr.
John McKee Spratt Jr. (ur. 1 listopada 1942 w Charlotte, zm. 14 grudnia 2024) – amerykański polityk, członek Partii Demokratycznej. W latach 1983–2011, przez czternaście kolejnych dwuletnich kadencji Kongresu Stanów Zjednoczonych, był przedstawicielem piątego okręgu wyborczego w stanie Karolina Południowa w Izbie Reprezentantów Stanów Zjednoczonych.